# El Bolsón
El Bolsón ist eine kleine Stadt im Süden Argentiniens, in der Region Patagonien. El Bolsón befindet sich in der Provinz Río Negro im Departamento von Bariloche. 
Der in einem Andental gelegene Ort ist hauptsächlich als Fremdenverkehrszentrum bekannt und ist eine der Hochburgen des Rucksacktourismus in Argentinien.

## Geschichte
Besiedelt wurden die patagonischen Andenwälder erst nach der letzten Eiszeit vor etwa 14.000 Jahren. Die ersten Menschen, die sich hier niederließen, gehörten zu dem nomadisierenden Indianer-Volk der Tsonek. Im Winter wanderten diese in die klimatisch günstigere See-Region.  Im Sommer und im Herbst widmeten sie sich der Jagd der Guanacos. Aus der Zeit vor der spanischen Eroberung im 16. Jh. weiß man recht wenig über die Tsonek. Ihre Kultur wurde jedoch mehr und mehr von den aus dem Westen kommenden Mapuche-Indianern beeinflusst.

## Trivia
In El Bolsón befindet sich eine der weltweit zwei Brauereien außerhalb Deutschlands, die Rauchbier nach Bamberger Brauart herstellen.

## Personen aus El Bolsón
Gabriel Kondratiuk, Künstler